# Eulonchus pilosus
Eulonchus pilosus är en tvåvingeart som beskrevs av Evert I. Schlinger 1960. Eulonchus pilosus ingår i släktet Eulonchus och familjen kulflugor. Inga underarter finns listade i Catalogue of Life.